# Start Białystok
Start Białystok – Podlaskie Stowarzyszenie Sportowe Osób Niepełnosprawnych „Start”, P.S.S.O.N. „START” w Białymstoku. Stowarzyszenie posiada status Organizacji Pożytku Publicznego – „non profit”.

## Historia
Stowarzyszenie zostało założone w 1965 roku. Obszarem działalności jest prowadzenie sekcji sportowych dla osób niepełnosprawnych, oraz organizacja sesji rehabilitacyjnych, obozów szkoleniowych, zgrupowań, obozów rekreacyjnych, wypoczynkowych oraz sportowych wakacji dla dzieci i młodzieży niepełnosprawnej.
Start Białystok prowadzi zadania cykliczne, bierze udział w odbywających się imprez sportowych w kraju i za granicą tj. w Mistrzostwach Polski Zimowych, Letnich, Mistrzostwach Europy, Mistrzostwach Świata, Igrzyskach Paraolimpijskich.
Zajęcia odbywają się w ośrodkach szkoleniowych położonych na terenach Białegostoku, Olecka oraz Siedlec.

## Władze stowarzyszenia
- Aleksander Usakiewicz – prezes zarządu
- Ryszard Rodzik – wiceprezes zarządu
- Paweł Lewko – członek zarządu
- Krzysztof Smorszczewski – członek zarządu
- Andrzej Robert Klim – członek zarządu

## Działalność sportowa

### Sekcje
Lekkoatletyka

Sekcję lekkiej atletyki w Białymstoku prowadzi trener Jarosław Gołębiowski, a w Olecku Dariusz Dźwilewski. Zajęcia odbywają się w Szkole Podstawowej nr 14 oraz na Stadionie miejskim w Białymstoku.
Pływanie

Sekcję pływania w Białymstoku prowadzi trener Jarosław Lewkowicz, a w Olecku trenerzy: Piotr Fidler i Izabela Osiecka-Żukowska. Zajęcia odbywają się na pływalni nr 3 BOSiR przy ul. Stroma 1A, a w Olecku na basenie – ul. Park 1.
Tenis stołowy

Sekcję tenisa stołowego w Białymstoku prowadzi trener Marek Iwanicki, a
w Olecku Mariusz Niewiarowski.

## Osiągnięcia
Klub wychował wielu medalistów mistrzostw Polski, Europy i Świata oraz uczestników igrzysk paraolimpijskich, w różnych dyscyplinach sportu.

### Medaliści igrzysk paraolimpijskich
1. Waldemar Kikolski (1967-2001) maratończyk
Trener Kazimierz Mocarski
Medale paraolimpijskie:
- Sydney 2000, maraton – 1 miejsce
- Atlanta 1996 – 5000 m – 3 miejsce
- Atlanta 1996 – 10000 m – 2 miejsce
- Atlanta 1996 – maraton – 1 miejsce
- Barcelona 1992 – 800 m – 1 miejsce
- Barcelona 1992 – 1500 m – 2 miejsce
- Barcelona 1992 – 5000 m – 2 miejsce

2. Krzysztof Smorszczewski (rocznik '63)
Trener Kazimierz Mocarski
Karierę sportową rozpoczął w 1988 roku, zajął się pchnięciem kulą (w czym odnosił największe sukcesy), rzutem oszczepem, dyskiem, oraz koszykówką na wózkach. Duma Polskiego sportu. Złoty Medalista w pchnięciu kulą i rekordzista świata z SYDNEY 2000 i z ATEN 2004. Srebrny medalista w pchnięciu kulą z Pekinu 2008. Zawodnik brał udział w Mistrzostwach Świata w Lekkiej Atletyce w Nowej Zelandii, zdobył IX miejsce.
Zdobył srebrny medal w Otwartych Mistrzostwach Niemiec w Lekkiej Atletyce w Singen. Zawodnik brał udział w Igrzyskach Paraolimpijskich Londyn 2012, zdobył 7 miejsce.
Ważniejsze osiągnięcia w karierze, wszystkie w dyscyplinie – pchnięcie kulą z pozycji siedzącej:
- 1998 MŚ ANGLIA złoty medal
- 2000 IP SYDNEY złoty
- 2001 ME SZWAJCARIA złoty
- 2002 MŚ FRANCJA złoty
- 2003 ME HOLANDIA złoty
- 2004 IP ATENY złoty
- 2005 ME FINLANDIA złoty
- 2006 MŚ HOLANDIA złoty
- 2008 IP PEKIN srebrny
- 2011 ME HOLANDIA brązowy
- 2012 IP LONDYN 7-miejsce
- 7 razy poprawiony rekord świata
- 10 lat niepokonany w pchnięciu kulą 1998-2007

3. Joanna Mendak (rocznik '89) – pływanie
Trener Edward Dec
Medale paraolimpijskie
- Ateny 2004
  - 100 m st. motylkowym – 1. miejsce
  - 100 m st. dowolnym – 3. miejsce
- Pekin 2008
  - 100 m st. motylkowym – 1. miejsce
  - 200 m st. zmiennym – 2. miejsce
  - 100 m st. dowolnym – 3. miejsce
- Londyn 2012
  - 100 m st. motylkowym – 1. miejsce

- Mistrzostwa świata
- 2002 r.
  - 100 m st. motylkowym – 2. miejsce
  - 200 m st. zmiennym – 3. miejsce
- 2006 r.
  - 50 m st. dowolnym – 1. miejsce
  - 100 m st. dowolnym – 1. miejsce
  - 100 m st. motylkowym – 1. miejsce
  - 100 m st. grzbietowym – 1. miejsce
  - 100 m st. klasycznym – 1. miejsce
  - 200 m st. zmiennym – 2. miejsce
- 2010 r.
  - 100 m st. motylkowym – 1. miejsce
  - 200 m st. zmiennym – 2. miejsce
  - 50 m st. dowolnym – 3. miejsce
- 2015 r.
  - 50 m st. dowolnym – 3. miejsce
  - 100 m st. motylkowym – 3. miejsce
- 2017 r.
  - 50 m st. dowolnym – 2. miejsce

Odznaczenia:
- Krzyż Oficerski Orderu

Odrodzenia Polski
- Krzyż Kawalerski Orderu Odrodzenia Polski

4. Halina Wildner-Sobolewska – LA
Trener Kazimierz Mocarski
Medale paraolimpijskie:
- Seoul 1988 – rzut dyskiem – 3 miejsce
- Seoul 1988 – rzut oszczepem – 1 miejsce
- Seoul 1988 – pięciobój – 3 miejsce
- Arnhem 1980 – rzut oszczepem – 3 miejsce
- Arnhem 1980 – pchnięcie dyskiem – 3 miejsce

5. Zyskowski Ryszard – LA
Trener Kazimierz Mocarski
Medale paraolimpijskie:
- Arnhem 1980 – rzut dyskiem – 3 miejsce
- Arnhem 1980 – pięciobój – złoty medal

6. Kamil Drągowski – pływanie
Trener Piotr Daszuta
Medale paraolimpijskie:
- Athens 2004 – 4x100 m zmiennym – 3 miejsce

7. Beata Drozdowska – pływanie
Trener Piotr Daszuta
Medale paraolimpijskie:
- Sydney 2000 – 100 m grzbietowym – 2 miejsce

8. Rafał Czuper – tenis stołowy
Trener – Marek Iwanicki
- Rio de Janeiro 2016 – tenis stołowy indywidualnie – 2 miejsce

9. Mirosława Turowska – tenis stołowy
Trener Marek Iwanicki
- Athens 2004 – tenis stołowy, gra drużynowa – 2 miejsce

10. Zofia Mielech – LA
Trener Kazimierz Mocarski
- Seoul 1988 – rzut dyskiem – 2 miejsce
- Stoke Mandeville (GBR), New York (USA) 1984 – rzut dyskiem – 2 miejsce
- Stoke Mandeville (GBR), New York (USA) 1984 – rzut oszczepem – 2 miejsce
- Stoke Mandeville (GBR), New York (USA) 1984 – skok w dal – 3 miejsce
- Stoke Mandeville (GBR), New York (USA) 1984 – pchnięcie kulą – 1 miejsce
- Arnhem 1980 – bieg na 100m – 3 miejsce
- Arnhem 1980 – rzut dyskiem – 1 miejsce
- Arnhem 1980 – rzut oszczepem – 1 miejsce
- Arnhem 1980 – skok w dal 2 miejsce
- Arnhem 1980 – pchnięcie kula – 1 miejsce

11. Krystyna Sokołowska (Ćwiklińska) – LA
Trener Kazimierz Mocarski
- Arnhem 1980 – bieg na 100m – 2 miejsce
- Arnhem 1980 – rzut dyskiem – 1 miejsce
- Arnhem 1980 – rzut oszczepem 2 miejsce
- Arnhem 1980 – skok w dal – 2 miejsce
- Arnhem 1980 – pchnięcie kulą – 1 miejsce

12. Lila Harasimczuk-Iversen – LA
Trener Kazimierz Mocarski
- Stoke Mandeville (GBR) 1984 – bieg 100m – 2 miejsce
- Stoke Mandeville (GBR), New York (USA) 1984 – rzut dyskiem – 2 miejsce
- Stoke Mandeville (GBR), New York (USA) 1984 – rzut oszczepem – 3 miejsce
- Stoke Mandeville (GBR), New York (USA) 1984 – pięciobój – 2 miejsce
- Stoke Mandeville (GBR), New York (USA) 1984 – pchnięcie kulą – 2 miejsce
- Arnhem 1980 – rzut dyskiem – 2 miejsce
- Arnhem 1980 – pięciobój – 1 miejsce

13. Suchocki Kazimierz – LA
Trener Kazimierz Mocarski
- Stoke Mandeville (GBR), New York (USA) 1984 – bieg 100m – 1 miejsce
- Stoke Mandeville (GBR), New York (USA) 1984 – bieg 400m – 1 miejsce
- Stoke Mandeville (GBR), New York (USA) 1984 – skok wzwyż – 2 miejsce
- Stoke Mandeville (GBR), New York (USA) 1984 – skok w dal – 3 miejsce

14. Magdalena Szczepińska – pływanie
Trener Piotr Daszuta
- Ateny 2004 – 100m stylem motylkowym – 1 miejsce